# Predrag Belić
Predrag Belić SJ (Đakovo, 4. svibnja 1919. – Zagreb, 6. rujna 2003.), hrvatski katolički svećenik, isusovac, teolog, povjesničar, književnik i prevoditelj.

## Životopis
Rođen je u na blagdan sv. Florijana 4. svibnja, u vrijeme kad su đakovački vatrogasci svirajući išli u crkvu da zahvale zaštitniku što im je sačuvao grad od požara. Djetinjstvo je proveo u rodnom gradu, gdje je pohađao i osnovnu školu, a klasičnu gimnaziju u Travniku. U dobi od 19 godina (1939.) stupio je u novicijat Družbe Isusove u Zagrebu, gdje je u ratnim uvjetima pet godina kasnije završio trogodišnji studij filozofije (1940. – 1943.). Vratio se je u Travnik, gdje je radio dvije godine kao odgojitelj đaka u sjemeništu. Nekoliko mjeseci prije završetka Drugoga svjetskoga rata jugokomunističke vlasti su konfiscirali sjemenište, a sjemeništarce rastjerali. Zbog novonastale situacije o. Belić vratio se je iz Travnika u Zagreb kao prognanik te je u veljači 1945. započeo studij teologije na Katoličkom bogoslovnom fakultetu, nadopunjujući neke predmete na isusovačkom Teološkom studiju u Palmotićevoj ulici. Za svećenika je zaređen 1947. godine. Budući da su propale sve nade da ode na specijalizaciju u Rim, završava licencijat teologije i doktorandski kurs na Katoličkom bogoslovnom fakultetu u Zagrebu. 
Od 1955. do 1961. studirao je i diplomirao opću povijest na Filozofskom fakultetu, Sveučilišta u Sarajevu. Godine 1965. odlazi napokon u Rim gdje na Papinskom orijentalnom institutu stječe licencijat na povijesnoj sekciji Orijentalnih Crkvenih znanosti. Prekida studij, vraća se u Zagreb, te uz predavanja 1969. godine priređuje za tisak prvi svezak djela Miroslava Vanina „Isusovci i hrvatski narod“, napisavši veliki uvod i sredivši brojne izvore i literaturu. Ponovno se vraća u Rim gdje 7. srpnja 1971. na Papinskom Orijentalnom institutu brani doktorat s tezom „Katoličko jedinstvo južnih Slavena i Družba Isusova (I. dio: 1546-1597)“. 
Nakon široke izobrazbe o. Predrag razvija i bogatu djelatnost kao profesor i pisac većinom na znanstvenom polju.

Umire u Zagrebu u Isusovačkom kolegiju na Jordanovcu, 6. rujna, 2003. u 84 godini života, 56 godini svećeništva, i uoći 65. obljetnice redovništva.

## Djelovanje
Predaje u sjemenišnim srednjim školama u Travniku i Dubrovniku: grčki, latinski, hrvatski, francuski, vjeronauk, povijest i glazbu; na Filozofsko-teološkom institutu Družbe Isusove (FTI) predaje istočno bogoslovlje, ekumensku propedeutiku, patrologiju, kršćansku arheologiju, liturgiku, povijest Crkve, opću i nacionalnu povijest, povijest redovništva, a u novicijatu predaju povijest Družbe Isusove; na Institutu Katoličkog Bogoslovnog fakulteta za kršćansku duhovnost u Remetama: duhovnost kršćanskog Istoka.
Već kao dvanaestogodišnjak uređuje domaći obiteljski, šaljivi list Bazenski pas; kao prefekt đaka u Travniku uređuje zavodski list Travnička pošta (1943. – 1945.) i izdaje prema njemačkom benediktincu Dominiku Johneru mali Priručnik za gregorijansko pjevanje (1944.). Kao student druge godine teologije u Zagrebu napisao je na poticaj profesora o. Ivana Jägera 1946. godine okružnicu O pobožnosti Presvetom Srcu Isusovu za svećenstvo zagrebačke nadbiskupije, koju je ondašnji nadbiskup Alojzije Stepinac dva mjeseca prije uhićenja u potpunosti usvojio, potpisao i svojim svećenicima poslao. 

U isusovačkom časopisu Život prije rata objavljuje recenzije, prijevode papinskih dokumenata, prikaze ruske apologetike Julija Danzasa. Nastavlja kasnije od 1964. pa dalje u Glasniku Srca Isusova i Marijina, Obnovljenom životu, Bogoslovskoj smotri, Službi Božjoj, Kačiću, Vjesniku Križevačke eparhije, Malom vjesniku Družbe Isusove, Hrvatskom biografskom leksikonu, Zbornicima Marioloških kongresa, Slovenski zgodovinski časopis, Gesuiti, Seminaria Ecclesiae Catholicae, Marienlexikon, Općem religijskom leksikonu itd. Obrađuje većinom povijesne teme, istočno bogoslovlje, ekumenizam, mariološka pitanja, duhovnost kršćanskog Istoka itd.
Zbog solidnog poznavanja grčkog jezika prevodi dijelove istočnih otaca i bizantske crkvene himne, Opširna pravila Bazilija Velikog, Teodora Studitu, Andriju Kretskoga – sve s grčkog originala.
Kao potpredsjednik Hrvatskog mariološkog instituta godinama priređuje program za Hrvatsku sekciju, sudjeluje aktivno na međunarodnim Mariološko-marijanskim kongresima u Zagrebu, Zaragozi, Quelvi, Kevelaeru, na Malti te na Međufakultetskim ekumenskim simpozijima.
Kao isusovac nadao se da bi mogao jednom raditi oko obnove kršćanskog jedinstva, po mogućnosti u Rusiji, i patio je što mu se to nije ostvarilo. Sačuvao je u sebi ekumensku otvorenost duše, i boljeli su ga razdori među Crkvama i narodima.

## Djela

### Knjige
- Prva tri desetletja jezuitov in slovenci: 1546-1569, (Zbirka Zgodovinskega časopisa, 6) Ljubljana, Zveza zgodovinskih društev Slovenije, 1989.
- Sv. Teodor Studit, Pisma monahinjama, s grčkog izvornika preveo, uvod i napomene napisao Predrag Belić DI, Split, Symposion, Samostan Sv. Klare, 1991.
- Katoličko jedinstvo Južnih Slavena i Družba Isusova. Prinos etiologiji ekumenske problematike na slavenskom Balkanu. Prvo doba 1546-1597. Excerpta e dissertatione ad doctoratum, Zagreb – Rome, PIO, 1996.
- Sv. Andrija Kretski, Pjesnički kanon za rođendan Bogorodice Marije, Dvojezično izdanje (grčko-hrvatski), preveo s grčkog izvornika, pogovor i tumačenje napisao dr. o. Predrag Belić, D. I., Knjižnica zbornika „Kačić“ – Monografije, dokumenti, građa, br. 42, Split 2004.
- Isusovci i Južni Slaveni u XVI. Stoljeću. Prinos etiologiji ekumenske problematike na slavenskom Balkanu, uredili Anto Mišić i Ivan Koprek (Biblioteka Religijski niz, 19) Zagreb, FTI, 2019.

### Članci
- “Jedna nova ruska apologetika”, Obnovljeni život, Vol. 25., No. 1., 1944., str. 49-64.
- “Kada je i kako zagrebački teološki studij postao fakultetom?”, Bogoslovska smotra, Vol. 40, No. 2-3, 1970., str. 182-202.
- “Martin Kirigin, Dva stola”, Obnovljeni život, Vol. 26., No. 1., 1971., str. ???-???
- “Družba Isusova u Riječkoj metropoliji”, Vjesnik historijskih arhiva u Rijeci i Pazinu, Vol. 17, No. (1972), 1972., str. 429-434.
- “Iz bio-bibliografije o. Ivana Kozelja”, Obnovljeni život, Vol. 31., No. 3., 1976., str. 283-293.
- “Grada o životu i znanstvenom djelu o. Albina Škrinjara”, Obnovljeni život, Vol. 31., No. 5., 1976., str. 469-483.
- “Uz prvi liturgijski spomendan bl. Leopolda Mandića”, Obnovljeni život, Vol. 31., No. 6., 1976., str. ???-???
- “Desiderata u jednom uspjelom rječniku; Dr. o. Jeronim Šetka: Hrvatska kršćanska terminologija”, Obnovljeni život, Vol. 33., No. 1., 1978., str. ???-???
- “Dragocjen prilog našim teološkim izvorima”, Obnovljeni život, Vol. 34., No. 3., 1979., str. ???-???
- “Kako je pred 420 godina Dom Hrisostom Calvini, opat sv. Jakova u Višnjici kod Dubrovnika, zamišljao reformu mljetske benediktinske kongregacije”, Obnovljeni život, Vol. 35., No. 3. – 4., 1980., str. 273-280.
- “Popis hrvatskih Marijinih titula”, Bogoslovska smotra, Vol. 53, No. 2-3, 1983., str. 260-279
- “Sedam upitnika uz hrvatske Marijine titule”, Bogoslovska smotra, Vol. 53, No. 2-3, 1983., str. 280-300.
- “Pozdrav prvog potpredsjednika HMI dr. Predraga Belića DI u ime FTI”, Bogoslovska smotra, Vol. 54, No. 4, 1984. str. 467-467.
- “Neki manje poznati podaci o prvim decenijima zavjetnoga hodočašća grada Zagreba u Mariju Bistricu (1723 - 1773)”, Bogoslovska smotra, Vol. 54, No. 4, 1984. str. 636-643.
- “Kako je lijepo ono oko koje Boga gleda!”, Obnovljeni život, Vol. 41., No. 6., 1986., str. ???-???
- “Anafora Sv. Bazilija Velikog”, Služba Božja, Vol. 31, No. 2, 1991., str. 161-183.
- “Paraclitus - tješitelj i(li) branitelj?” Obnovljeni život, Vol. 53, No. 4, 1998., str. 489-494.
- “Majka Crkve od Justina Popovića”, Obnovljeni život, Vol. 49, No. 3-4, 1994., str. 281-303.
- “Ignacije de Loyola na prijelazu vjekova”, Obnovljeni život, Vol. 51, No. 4, 1996., str. 439-453
- “Formula tonorum - retorska vježbica drevnih isusovaca”, Obnovljeni život, Vol. 54, No. 1, 1999., str. 117-122.
- “Syllogistic disputation at Jesuit faculties and related graduate schools of philosophy and theology”, Disputatio philosophica, Vol. 1, No. 1, 1999., str. 5-25.
- “Moj Bog me voli i kad mi šalje ružice sa trnjem”, Obnovljeni život, Vol. 74., No. 4., 2019., str. 545-553

## Vanjske poveznice
“Belić, Predrag”, Hrvatska enciklopedija, Leksikografski zavod Miroslav Krleža, 1999–2009, retrieved May 19, 2014.